# 至大
至大（1308年—1311年）是元武宗海山的年号。元朝使用这个年号共4年。至大四年三月十八日元仁宗即位沿用。

## 改元
- 大德十一年——正月，元成宗去世。五月二十一日，元武宗海山即位。十二月二十九日，有詔明年改元至大。[2][3]
- 至大四年——正月，元武宗去世。三月十八日，元仁宗愛育黎拔力八達即位。九月十四日，有詔明年改元皇慶。[4][5]

## 西曆紀年對照表
| 至大 | 元年   | 二年   | 三年   | 四年   |
| ---- | ------ | ------ | ------ | ------ |
| 公元 | 1308年 | 1309年 | 1310年 | 1311年 |
| 干支 | 戊申   | 己酉   | 庚戌   | 辛亥   |

## 大事记
- 至大元年——元武宗加封孔子为“大成至圣文宣王”。
- 至大元年——白蓮教被禁止。
- 至大元年——王与写《无怨录》，一部描写案件检验的著作。
- 至大四年——元仁宗即位，根據《至元新格》編修新法律。

## 出生
- 至大元年——隆钦饶降巴，西藏高僧
- 至大元年——王蒙，中国画家

## 逝世
- 至大元年——刘玉，道教净明派创始人
- 至大元年——周密，著《武林旧事》

## 同期存在的其他政权年号
- 越南
  - 興隆（1293年－1314年）：陳朝—陳英宗陳烇之年号
- 日本
  - 德治（1307年－1308年）：后二条天皇与花园天皇之年号
  - 延庆（1308年－1311年）：花园天皇之年号
  - 应长（1311年－1312年）：花园天皇之年号

## 深入閱讀
- 李崇智. . 北京: 中華書局. 2004年12月. ISBN 7101025129.
- 鄧洪波. . 臺北: 國立臺灣大學東亞經典與文化研究計劃. 2005年3月  [2021-11-05]. ISBN 9789860005189. （原始内容 (pdf)存档于2007-08-25）.

## 參看
- 中国年号列表

| 前一年號： 大德 | 元朝年號 1308年－1311年 | 下一年號： 皇庆 |